# 1230
Évszázadok: 12. század – 13. század – 14. század
Évtizedek: 1180-as évek – 1190-es évek – 1200-as évek – 1210-es évek – 1220-as évek – 1230-as évek – 1240-es évek – 1250-es évek – 1260-as évek – 1270-es évek – 1280-as évek
Évek: 1225 – 1226 – 1227 – 1228 –  1229 – 1230 – 1231 – 1232 – 1233 – 1234 – 1235

## Események

### Határozott dátumú események
- február 1. – IX. Gergely pápa kiadja Si Ordinis Fratrum Minorum kezdetű bulláját, amely elrendeli Jeruzsálem pátriárkája számára, hogy engedje meg a ferences kápolnák építését minden egyházközségben.[1]
- március 9. – II. Iván Aszen bolgár cár legyőzi Theodor epiruszi despotát klokotnicai csatában.
- március 19. – IX. Alfonz leóni király visszafoglalja a móroktól Badajozt.
- augusztus 28. – IX. Gergely pápa felfüggeszti II. Frigyes német-római császár kiközösítését.[2]
- szeptember 24. – III. Ferdinánd kasztíliai király uralma alatt egyesül León, Galicia, Kasztília és Toledo.
- szeptember 28. – IX. Gergely pápa kiadja a Quo elongati kezdetű bulláját, amely kimondja, hogy Assisi Szent Ferenc végrendelete t nem kötelező érvényű a ferencesekre.[3]

### Határozatlan dátumú események
- az év folyamán – 
  - Béla herceg serege sikertelenül ostromolja Vidin várát.[4]
  - Csák nembeli Ugrin kalocsai érsek tölti be ismételten a királyi kancellári tisztet.[5]
  - Az év végén II. András újra magához ragadja a hatalmat, újra kinevezi nádorrá Apod fia Dénest és a királyi birtokokat újra zsidóknak és szaracénoknak adja bérbe. Ezzel ismét súlyosan sérti az egyház gazdasági érdekeit.
  - A Carmina Burana középkori vers és dalgyűjtemény keletkezése.
  - IX. Gergely pápa a poroszok elleni keresztes hadjárat meghirdetésére szólítja fel Magdeburg, Bréma, Lengyelország, Pomeránia, Morvaország, Holstein és Gotland domonkos rendházait.[6]

## Születések
- Jacopo da Voragine krónikaíró, Genova érseke

## Halálozások
- július 28. – VI. Lipót osztrák herceg (* 1176)[7]
- szeptember 23. – IX. Alfonz leóni király
- Navarrai Berengária I. Richárd angol király felesége
- december 15. – I. Ottokár cseh király (* 1155 k.)
- Walther von der Vogelweide német költő (valószínű időpont)